# Музика Маурицијуса
Острво Маурицијус је познато по сега музици. Сега је настала од европских плесова полке и квадрила, који су помешани са локалним ритмовима и инструментима. Модерна сега често укључује утицаје из зоука, регеа, и других латиноамеричких музичких стилова. 
Лес Винблоус је најпознатији сега бенд са Маурицијуса.